# Túpolev ANT-8
El Túpolev ANT-8 fue un hidrocanoa experimental soviético diseñado por Túpolev. Fue designado MDR-2 (Morskoi Dalnii Razvedchik-2, Reconocimiento Naval de Largo Alcance) por las fuerzas armadas soviéticas.

## Diseño y desarrollo
Se les solicitó a Túpolev y al TsAGI construir el ANT-8 en 1925, pero se juzgó que otros proyectos eran más importantes, por lo que el desarrollo fue lento. Finalmente, en 1930, bajo el liderazgo de Ivan Pogosski, se comenzaron los trabajos efectivos sobre el modelo. Su primer vuelo se realizó el 30 de enero de 1931, pilotado por S. Riballschuk.

### Construcción
El ANT-8 fue elegido para ser construido enteramente de metal, con casco de duraluminio y alas similares a las del Túpolev R-6. El fuselaje recibió mucha atención por parte de los diseñadores y se decidió que llevara los flotadores incluidos en la estructura portante. La potencia era proporcionada por dos motores propulsores BMW VI montados sobre las alas. El avión estaba equipado con una cabina cerrada para los dos pilotos, mientras que las torretas estaban instaladas en la proa y por detrás del ala, montando cada una dos ametralladoras DA-2. Se podían llevar hasta 500 kg de bombas bajo las raíces alares.
Aunque el avión demostró una excelente navegabilidad, y que Túpolev aprendió mucho de él acerca de los cascos de hidrocanoa, la Armada Soviética juzgó que la continuación del proyecto del ANT-8 era innecesaria, ya que se pensaba que era obsoleto y que pronto sería reemplazado por el Chetverikov MDR-3. Solo se construyó un ejemplar, aunque su casco fue modificado varias veces.

## Operadores
Unión Soviética
- Fábrica Túpolev

## Especificaciones (MDR-2)
Referencia datos: The Osprey Encyclopedia of Russian Aircraft 1875–1995

### Características generales
- Tripulación: Cuatro-cinco
- Longitud: 17 m (55,9 ft)
- Envergadura: 23,7 m (77,8 ft)
- Altura: 5,7 m (18,6 ft)
- Superficie alar: 84 m² (904,2 ft²)
- Perfil alar: raíz: Tupolev A0 (20%) ; punta: Tupolev A0 (14%)[3]
- Peso vacío: 4560 kg (10 050,2 lb)
- Peso cargado: 6920 kg (15 251,7 lb)
- Peso máximo al despegue: 8160 kg (17 984,6 lb)
- Planta motriz: 2× motor lineal V-12 refrigerado por agua BMW VI.
  - Potencia: 507 kW (699 HP; 689 CV) cada uno.
- Hélices: Bipala de paso fijo

### Rendimiento
- Velocidad máxima operativa (Vno): 203 km/h (126 MPH; 110 kt)
- Velocidad crucero (Vc): 166 km/h (103 MPH; 90 kt)
- Alcance: 1062 km (573 nmi; 660 mi)
- Techo de vuelo: 3350 m (10 991 ft)
- Carga alar: 81 kg/m² (16,6 lb/ft²)
- Potencia/peso: 0,066 kW/kg (0,040 hp/lb)
- Tiempo a altitud: 1000 m (3281 pies) en 7 min

### Armamento
- Ametralladoras: 

  - 4x DA-2 en torretas proel y dorsal
- Bombas: Hasta 500 kg

## Aeronaves relacionadas

### Secuencias de designación
- Secuencia ANT-_ (interna de Túpolev): ← ANT-5 - ANT-6 - ANT-7 - ANT-8 - ANT-9 - ANT-10 - ANT-11 →
- Secuencia MDR-_ (Hidroaviones de Reconocimiento de Largo Alcance soviéticos, 1923-1940): MDR-1 - MDR-2 - MDR-3 - MDR-4 - MDR-5 →